# Indiase keuken

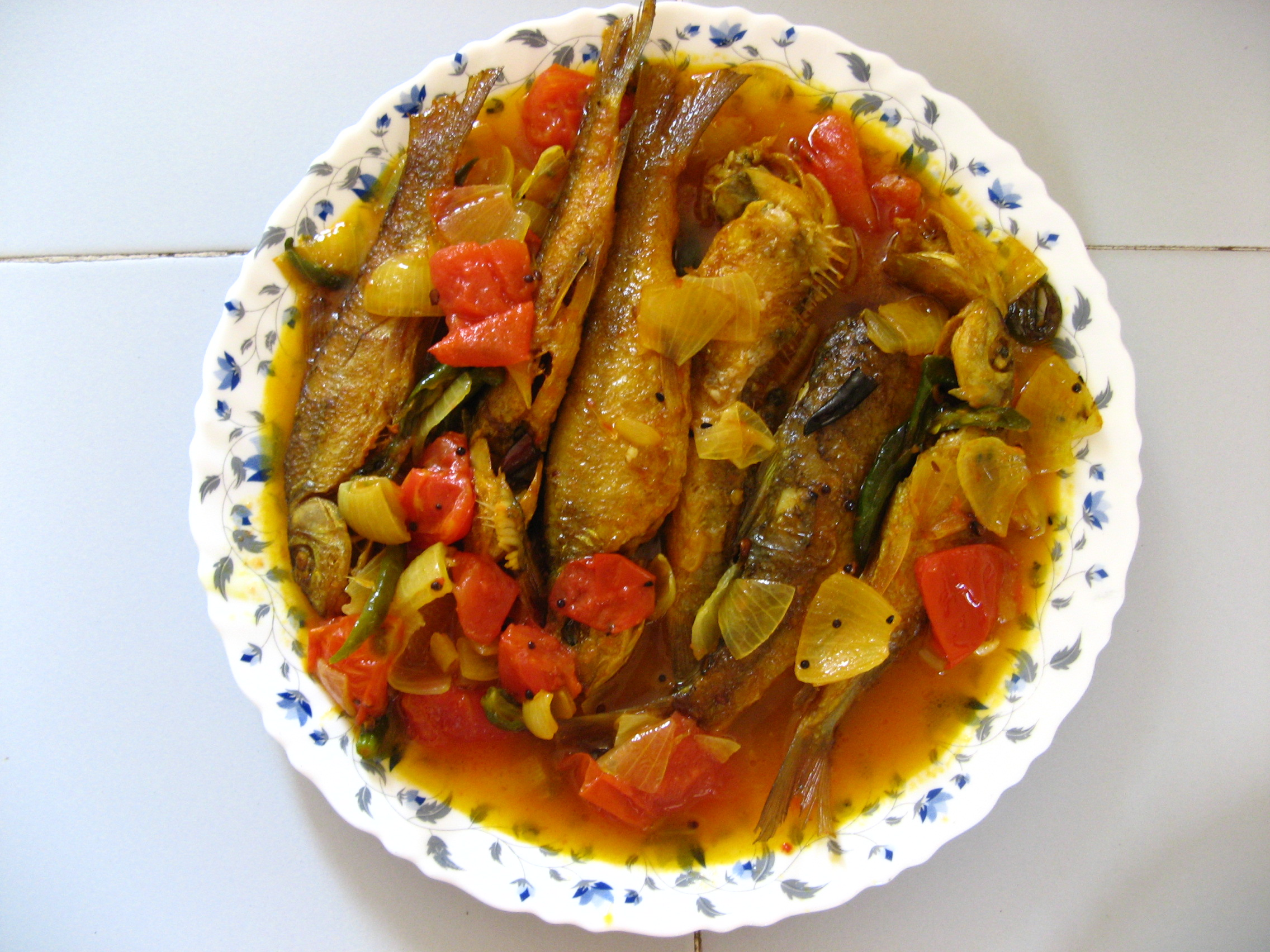
Viscurry uit de deelstaat Odisha

Onder de Indiase keuken verstaat men de verschillende keukens van India. India kent een grote verscheidenheid aan etnische, maatschappelijke en religieuze bevolkingsgroepen, wat zijn weerslag heeft op de Indiase keuken.

## Kenmerken
Ook al kent de Indiase keuken een grote verscheidenheid, toch zijn er overeenkomsten. Zo wordt er veel gebruikgemaakt van verschillende soorten rijst, granen, aardappelen, groenten, specerijen en verse kruiden die tot garam masala's (kerriemengsels) gemalen worden. De garam masala kan per streek en per gerecht verschillen. Curries, tandoori's, tikka's en Köfte's die met rijst, roti of met vers brood gegeten worden, zijn bekende Indiase gerechten. Daarbij maakt men veel gebruik van peulvruchten en kaas (paneer) en wordt er gebakken in ghee (geklaarde boter) en olie.

## Religieuze invloed
De verschillende godsdiensten in India (waarvan de belangrijkste het hindoeïsme en de islam zijn) hebben een grote invloed op de Indiase keuken. De koe is volgens het hindoeïsme een heilig dier en daarom zullen hindoes geen rundvlees eten. De moslims zullen daarentegen geen varkensvlees eten omdat zij een varken als onrein beschouwen. Omdat een groot aantal hindoes helemaal geen vlees eet, zijn veel Indiase gerechten vegetarisch. Traditioneel eet men in India met de rechterhand. De linkerhand raakt het eten nooit aan en wordt als onrein beschouwd.

## Bekende Indiase (bij-)gerechten
- Idiyappam (ontbijt)
- Idli (Zuid-Indiaas ontbijt: gestoomde rijst)
- Thali (een Indiaas gerecht met rijst, brood en een variatie aan kleine gerechtjes en kan zowel vegetarisch als niet-vegetarisch bereid worden ).
- Curry
- Tandoori masala
- Vindaloo
- Samosa (groenten met kruiden in deeg, in een driehoekige vorm gevouwen)
- Pakora (groenten of vlees met kruiden in kikkererwtendeeg gedoopt, daarna gefrituurd)
- Bhaji (Zuid-Indiase versie van de Pakora: groenten of vlees in een jasje van kikkererwtendeeg, gefrituurd)
- Dosa (heel dunne aan één zijde gebakken rijst-pannenkoek met vulling)
- Chutney
- Papadum
- Paneer (verse kaas)
- Ghurt (volle yoghurt)
- Sambar (een pittige heldere ochtend-groentesoep uit Zuid-India)
- Broodsoorten: chappati, nan, idli, paratha (parontha)
- Köfte
- Biryani
- Roti
- Dal (een gerecht van peulvruchten zoals gedroogde linzen, erwten of bonen)

## Desserts
- Kulfi ambachtelijk ijs van het Indiase subcontinent

## Indiase dranken
- Chai: warme thee met warme melk en suiker
- Koffie
- Lassi: yoghurtdrank met suiker en/of fruit of zout
- Allerlei (verse) vruchtensappen

## Galerij

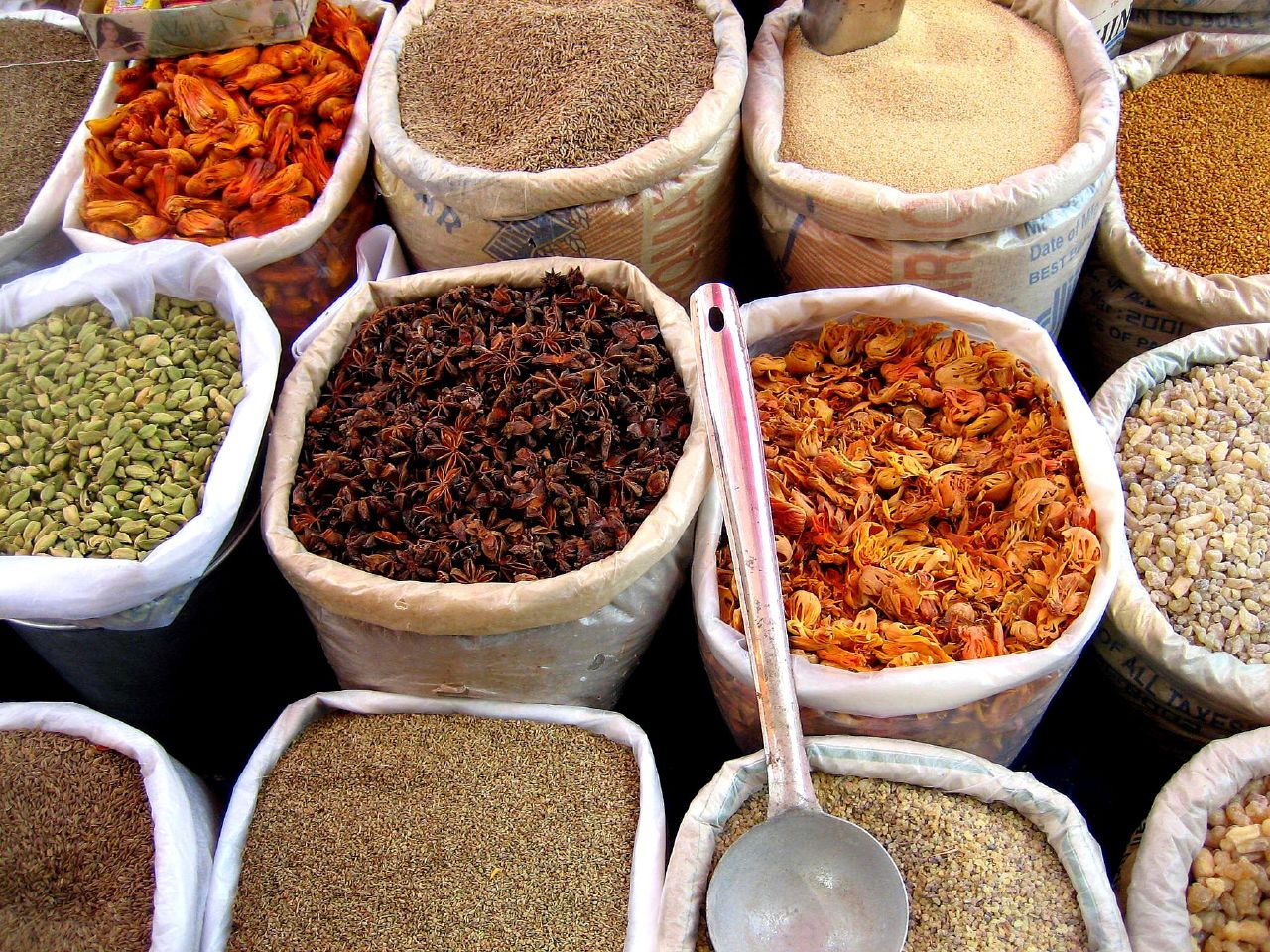
Indiase specerijen
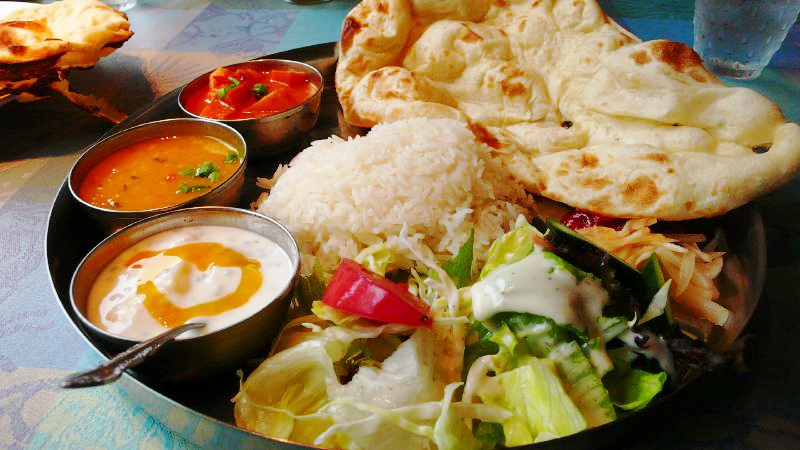
Een thali (schotel) met vegetarische gerechten uit Uttar Pradesh
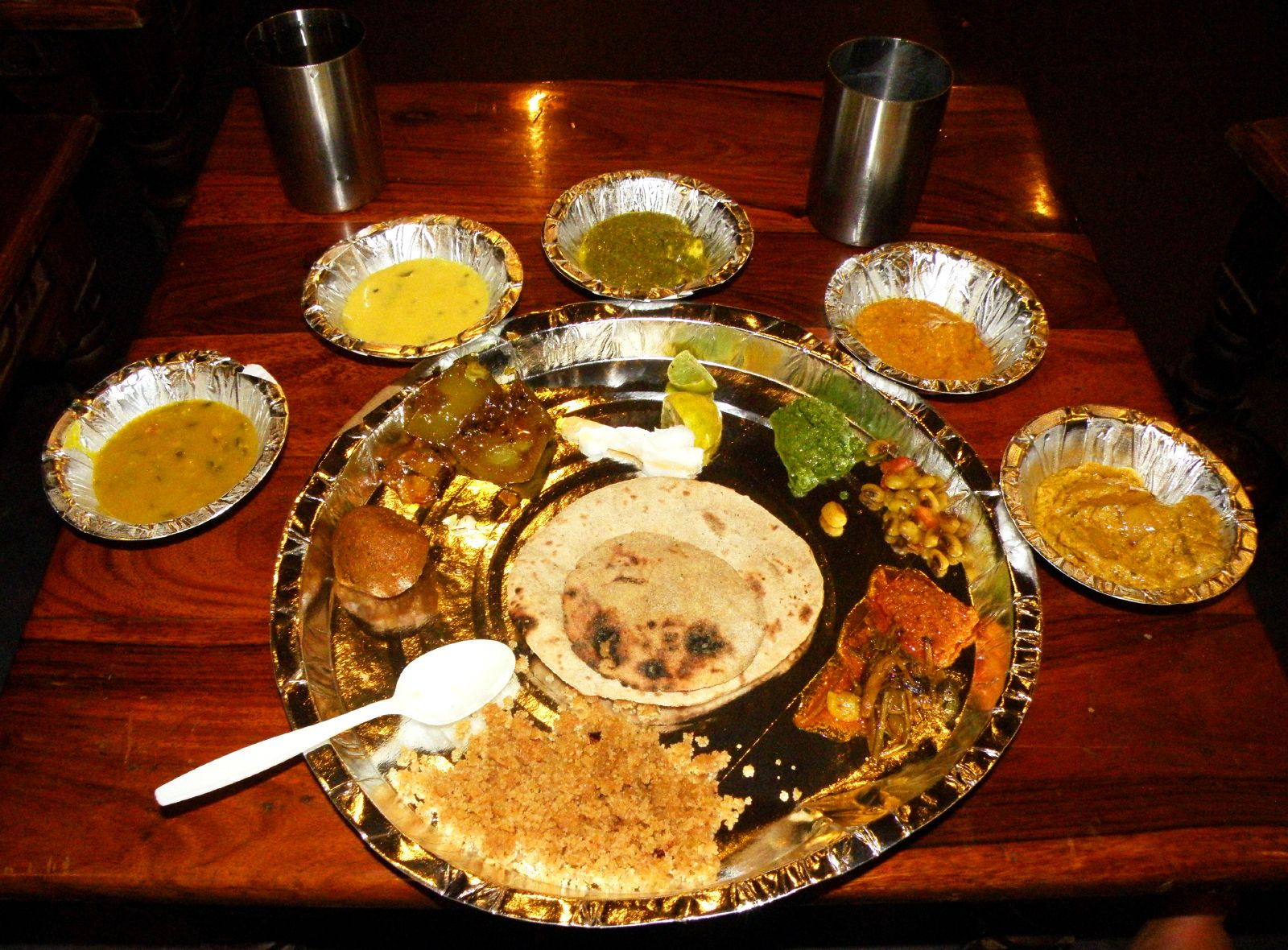
Een thali uit Rajasthan
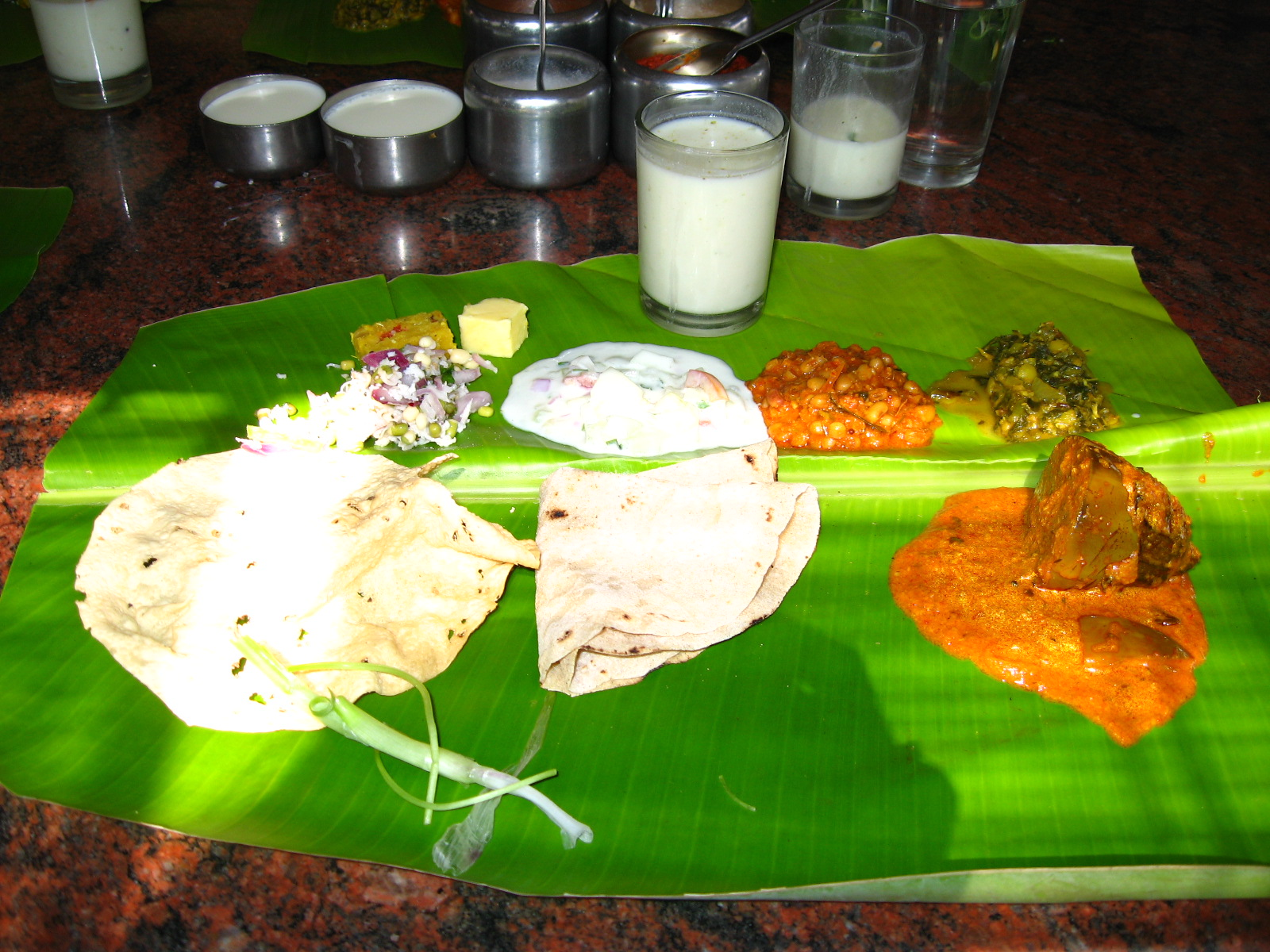
Gerechten uit Karnataka, hier geserveerd op bananenbladeren
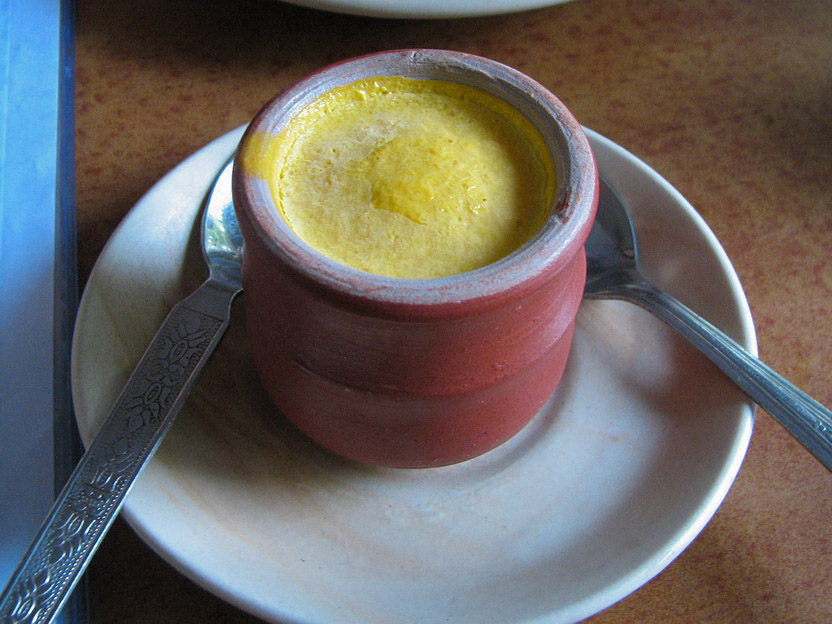
Kulfi, ambachtelijk ijs van het Indiase subcontinent
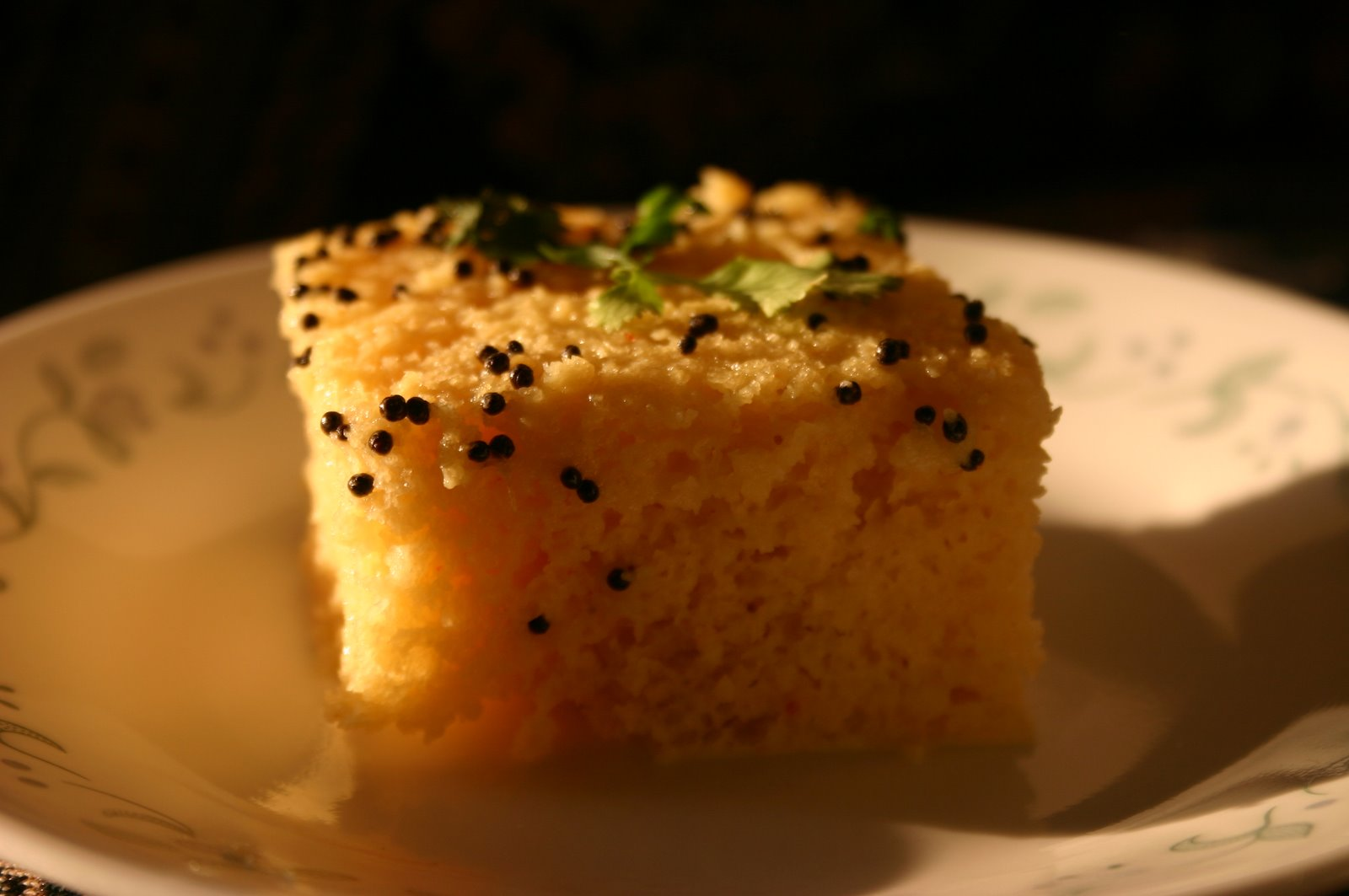
Khaman is een snack uit Gujarat, gemaakt van kikkererwten
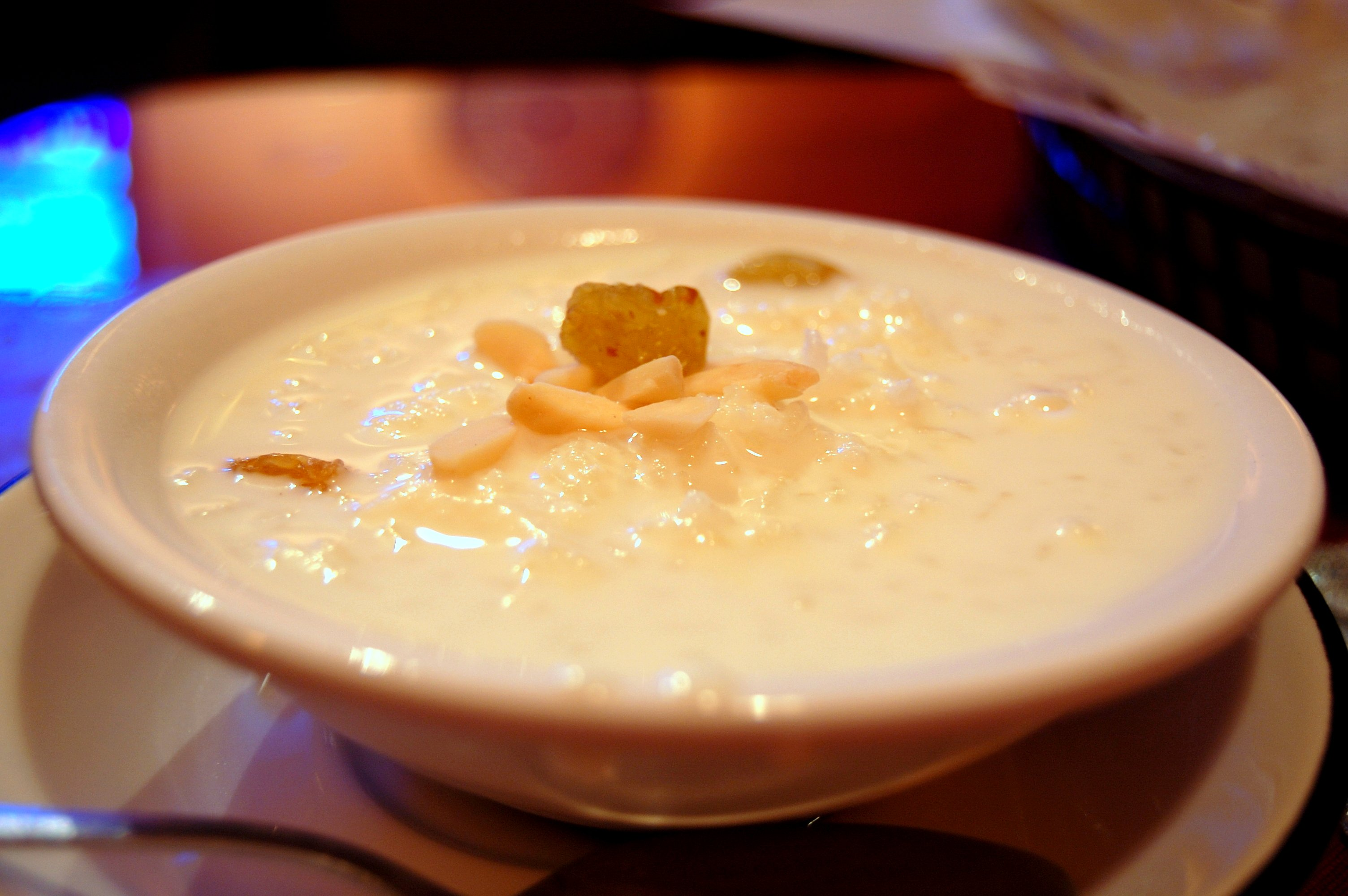
Kheer is een zoete Indiase rijstepap

Bereidingstechnieken en benodigdheden: Keukengerei · Kooktechnieken

Ingrediënten en soorten voedsel: Kruiden · specerijen · Sauzen · Soepen · Vlees · Vis · Groente · Fruit · Kaas · Pasta · Drank · Andere ingrediënten

Regionale keukens: Westers · Latijns-Amerika · Caribisch · Indiaans · Aziatisch · Indiaas · Thais · Midden-Oosten · Mediterraan · Afrikaans · Polynesisch · Chinees · Filipijns

Culinaire geschiedenis: Oud-Romeinse keuken · Middeleeuwse kookkunst

Zie ook: Horeca · Wikibooks-kookboek

Portaal:  Eten & Drinken